# 阿道夫·比奥伊·卡萨雷斯
阿道夫·比奥伊·卡萨雷斯（西班牙語：Adolfo Bioy Casares，1914年9月15日—1999年3月8日），阿根廷小说家、记者、翻译家，其作品构思缜密，注重对幻想世界的探索。影响最大的作品是《莫雷尔的发明》和《英雄梦》。1990年获得了塞万提斯奖。

## 生平与创作
卡萨雷斯生于布宜诺斯艾利斯，祖父是一位富裕的地产主和乳品加工业主。卡萨雷斯11岁时就写出了自己的第一篇短篇故事。进入布宜諾斯艾利斯大學后，卡萨雷斯最早学习法律，后来改学哲学和文学，但自己总说期间他最喜欢的事是打网球。1932年，在维多利亚·奥坎波的介绍下，卡萨雷斯结识了豪尔赫·路易斯·博尔赫斯，自此开始了两人长期的友谊。1936年，卡萨雷斯和博尔赫斯合作编辑杂志《Destiempo》，他们还曾用H.Bustos Domecq这个名字共同创作了一些作品，如侦探小说《堂·伊斯德罗·帕罗迪的六个案件》。

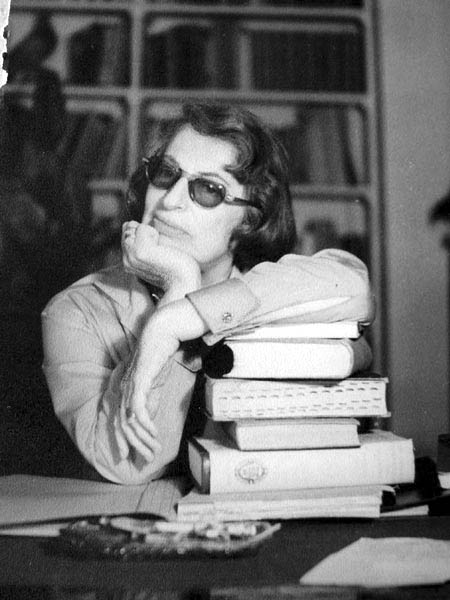
1958年卡萨雷斯为妻子西尔维娜·奥卡波拍的照片

1940年卡萨雷斯和维多利亚·奥坎波的妹妹，女诗人西尔维娜·奥坎波结婚，同年，他发表了小说《莫雷尔的发明》。作品讲述一名男子为躲避致命的疾病逃到一个小岛上。在岛上，他不断遇到似乎总在重复的各种事情，并爱上了其中一位女士。他逐渐发现他看到的所有人和事情都只是记录，都是由莫雷尔的发明所记录的。由于幻想和现实完全相同，从而造成现实和幻想的完全不可区分。这部小说混杂了现实与幻想、科学与恐怖。博尔赫斯为该书写了序言，称这部作品是少有的理性的幻想作品，将其与《螺钉在拧紧》和《审判》等作品相提并论，认为“用完美这两个字来评价这部作品将不会过分”。这篇故事获得了布宜诺斯艾利斯文学奖，并被认为启发了亚伦·雷奈的《去年在马伦巴》。
在1954年发表的长篇小说《英雄梦》中，卡萨雷斯运用布宜诺斯艾利斯的下层土语，描写首都市郊平民区的生活，反映阿根廷文化中“文明”和野蛮之间的冲突，其中对梦幻情节的描述，曲折而又可信。他在1969年发表的《猪战争日记》也糅合了科幻小说和政治讽刺风格。
博尔赫斯晚年失明后，卡萨雷斯成为他和外界联系的主要渠道之一。1991年他发表了短篇集《俄罗斯套娃》，故事大都与旅行有关，因为卡萨雷斯相信旅行有助于解放灵魂。1992年末，卡萨雷斯的妻子奥坎波去世，三周后女儿因车祸去世。1999年，比奥伊·卡萨雷斯去世，葬于布宜诺斯艾利斯雷科莱塔公墓。2006年，卡萨雷斯的《博尔赫斯》一书经过整理出版，这是一本多达1663页的日记体随笔集，记载了卡萨雷斯和博尔赫斯的长年友谊和博尔赫斯生活中的诸多轶事。

## 奖项与荣誉
- 法国荣誉军团勋章（1981）
- Konex文学钻石奖（1994）[9]
- 布宜诺斯艾利斯杰出市民（1986）
- 塞万提斯奖（1990）

## 主要作品

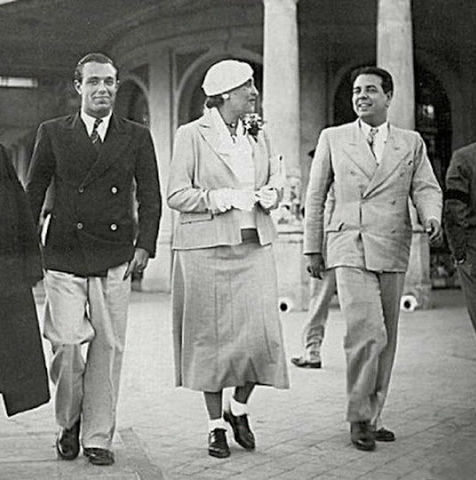
卡萨雷斯（左），维多利亚·奥卡波和博尔赫斯

### 中长篇小说
- 《莫雷尔的发明》（1940）
- 《斯诺的伪证》（1944）
- 《出逃计划》（1945）
- 《英雄梦》（1954）
- 《猪战争日记》（1969）
- 《在阳光下入睡》（1973）
- 《一个拉普拉塔摄影师的奇遇》（1985）

### 短篇小说集
- 《混沌》（1934）
- 《死者路易斯·格雷维》（1937）
- 《上天的计划》（1948）
- 《奇异的历史》（1956）
- 《阴影旁》（1962）
- 《妇女的英雄》（1978）
- 《俄罗斯套娃》（1991）